# 네오지오 게임 목록
본 문서는 네오지오의 게임 목록이다.

## 게임 목록
| 제목                              | 개발사                          | 배급사                | 업소용 발매일    | 가정용 발매일    |
| --------------------------------- | ------------------------------- | --------------------- | ---------------- | ---------------- |
| 네오 봄버맨                       | 허드슨 소프트                   | 허드슨 소프트 SNK     | 1997년 5월 1일   | -                |
| 메탈슬러그                        | 나즈카 코퍼레이션               | 나즈카 코퍼레이션 SNK | 1996년 4월 19일  | 1996년 5월 24일  |
| 메탈슬러그 2                      | SNK                             | SNK                   | 1998년 2월 23일  | 1998년 4월 2일   |
| 메탈슬러그 3                      | SNK                             | SNK                   | 2000년 3월 23일  | 2000년 6월 1일   |
| 메탈슬러그 4                      | 메가 엔터프라이즈 노이즈 팩토리 | SNK 플레이모어        | 2002년 3월 27일  | 2002년 6월 13일  |
| 메탈슬러그 5                      | SNK 플레이모어                  | SNK 플레이모어        | 2003년 11월 13일 | 2004년 2월 19일  |
| 와쿠와쿠 7                        | 선소프트                        | 선소프트 SNK          | 1996년 11월 21일 | 1996년 12월 27일 |
| 용호의 권 아트 오브 파이팅        | SNK                             | SNK                   | 1992년 9월 24일  | 1992년 12월 11일 |
| 용호의 권 2 아트 오브 파이팅 2    | SNK                             | SNK                   | 1994년 2월 3일   | 1994년 3월 11일  |
| 용호의 권 외전 아트 오브 파이팅 3 | SNK                             | SNK                   | 1996년 3월 12일  | 1996년 4월 26일  |
| 월하의 검사 더 라스트 블레이드    | SNK                             | SNK                   | 1997년 12월 5일  | 1998년 1월 29일  |
| 월하의 검사 2 더 라스트 블레이드  | SNK                             | SNK                   | 1998년 11월 25일 | 1999년 1월 28일  |
| 트윙클 스타 스프라이츠            | ADK SNK                         | ADK SNK               | 1996년 11월 25일 | 1997년 1월 31일  |
| 퍼즐 보블                         | 타이토                          | 타이토 SNK            | 1994년 12월 21일 | -                |